# اویزر
اویزر، دهکده ای بسیار خوش آب و هوا و زیبا از توابع بخش آسارا شهرستان کرج در استان البرز ایران است.

## جمعیت
این روستا در دهستان آدران قرار دارد و براساس سرشماری مرکز آمار ایران در سال ۱۳۹۵، جمعیت آن ۱۸۷نفر (۶۳خانوار) بوده‌است.

## زبان
زبان مادری ساکنین روستای اویزر تاتی است.